# P-700 Granit
Il P-700 Granit (in cirillico: П-700 Гранит; nome in codice NATO: SS-N-19 Shipwreck), anche noto come 3M45, è un missile da crociera antinave supersonico sviluppato ai tempi dell'Unione Sovietica.
Questo sistema d'arma, caratterizzato da grandi dimensioni, può essere lanciato sia da unità in emersione, sia in immersione. Attualmente in servizio nella sola Marina Russa, sta gradualmente venendo rimpiazzato dai più moderni P-800 Oniks e Kalibr.

## Sviluppo
Lo sviluppo del nuovo missile antinave iniziò nel 1969, curato dall’OKB-52 (dopo rinominato NPO Mashinostoyeniya). L'obiettivo era la creazione di un sistema d'arma capace di sostituire gli SS-N-7 Starbright e gli SS-N-9 Siren, la cui gittata utile era ormai insufficiente per contrastare efficacemente i gruppi di portaerei americani.
Lo sviluppo, tuttavia, fu molto lungo a causa della complessità del sistema. Infatti, il primo test venne effettuato nel 1975, ma le prove ufficiali da parte della marina di questo sistema d'arma iniziarono solo nel 1979. Le prove furono caratterizzate da una lunga serie di difficoltà tecniche, tanto che fu necessario attendere altri quattro anni per l'accettazione ufficiale del missile da parte delle forze armate (1983).

## Tecnica
Dal punto di vista tecnico, è in parte derivato dall'SS-N-12 Sandbox. Si tratta di uno dei più grandi missili antinave per impiego imbarcato oggi in circolazione, e questo ne limita le possibilità di spiegamento solo sulle unità maggiori.
Il missile al lancio ha un peso di sette tonnellate ed una lunghezza di 10 metri. Il diametro è di circa 85 cm, e l'apertura alare raggiunge i 2,6 metri.
La gittata non è nota, ma è stimata essere compresa tra i 550 ed i 625 chilometri.
Il lancio avviene grazie ad un motore a propellente solido sistemato in coda, e durante la fase di volo utilizza uno statoreattore. La velocità massima è mach 2.5 ad alta quota e mach 1.5 a pelo d'acqua, nella fase finale di avvicinamento al bersaglio.
Le parti vitali del missile sono corazzate. La corazzatura ha una duplice funzione:
- aumentare la capacità di penetrazione;
- aumentare le capacità di sopravvivenza contro i missili antimissile nemici.

La testata può essere convenzionale (750 kg di alto esplosivo), nucleare (da 200 a 350 kt) o termobarica. La spoletta è sia ad impatto, sia di prossimità.
Il sistema di guida è estremamente sofisticato: ogni SS-N-19 è dotato di un computer digitale con tre processori, che consente a questi ordigni di operare come se fossero in rete.
Si tratta di armi particolarmente letali quando vengono lanciate “a sciame” (gruppi che vanno da quattro ad otto missili), soprattutto dai sottomarini. Infatti, gli Oscar possono portarne fino a 24, e lanciarli tutti insieme in una singola salva. La profondità di lancio è di 30 metri. Il lancio subacqueo può avvenire ad una certa sicurezza, vista l'elevata velocità degli Oscar e la notevole gittata.
Sulla base in informazioni pre-programmate, gli SS-N-19 sono in grado di distinguere durante il volo i vari obiettivi, e stabilire una “priorità” tra essi. In pratica, prima vengono attaccati gli obiettivi più importanti (nello specifico, le portaerei), poi quelli secondari una volta che i primi siano stati distrutti o comunque colpiti.
Non si sa se le impostazioni del missile possano essere cambiate dopo il lancio (o se possano essere effettuate correzioni di rotta), ma si ritiene di sì.
Inoltre, sono molto difficili da intercettare, sia per la loro alta velocità nella fase finale di avvicinamento, sia per il fatto che sono dotati di contromisure per ingannare i missili avversari.

## Utilizzo
L'utilizzo principale è quello antinave, in particolare contro i grandi gruppi di portaerei americani.
Il missile può essere utilizzato sia da unità di superficie (incrociatori classe Kirov, Admiral Kuznecov) sia dai sommergibili classe Oscar (progettati, appunto, per affrontare le portaerei).
Gli SS-N-19 non sono più in produzione, e ne è prevista la sostituzione con i più moderni SS-N-26. Attualmente, comunque, ne risultano schierati circa 300.